# Comune
El comune (els comuni en plural), a Itàlia, és la divisió administrativa bàsica, tant de províncies com de regions, i el seu equivalent a Catalunya seria el municipi.
És encapçalat per un batlle (sindaco) dins un consell, el Consiglio Comunale. Les oficines del comune són en un edifici normalment anomenat el Municipio, o Palazzo Comunale, és a dir la casa de la vila o la casa de la ciutat.
En el cens del 2001 hi havia 8.101 comuni a Itàlia; varien considerablement en àrea i població. Per exemple el comune de Roma té una àrea de 1,285.30 km² i una població de 2.546.804 d'habitants, i és el més gran i el més poblat d'Itàlia; Fiera di Primiero, a la província de Trento, és el comune més petit per superfície, amb només 0.15 km², i Morterone (província de Lecco) és el més petit per població, amb només 33 habitants.
La densitat de comuni varia segons la província o regió, per exemple, la província de Bari té 1.564.000 habitants a 48 municipis, (32.000 habitants per municipi); mentre que la Vall d'Aosta té 121.000 habitants en 74 municipis, o 1.630 habitants per municipi.
Molts comuni també tenen policia municipal, que és responsable de responsabilitats d'ordre públiques. El control de trànsit és la seva funció principal, així com controlar establiments comercials per assegurar que obren i tanquen segons la seva llicència.
Un comune normalment comprèn:

Corona corresponent al títol de Comune

- una ciutat principal o poble, que gairebé sempre dona el seu nom al comune. Aquesta ciutat se l'anomena capoluogo ("capital") del comune. La paraula comune és també utilitzada en la parla informal per referir-se a l'ajuntament.
- unes altres àrees exteriors anomenades frazioni (singular: frazione), normalment pobles petits, o agrupació de cases.
- unes àrees "internes" anomenades circoscrizione (circumscripció) i són àrees administratives dintre d'una ciutat.